# Против Калликла об ущербе, нанесённом земельному участку
«Против Калликла об ущербе, нанесённом земельному участку» — судебная речь, которую приписывают древнегреческому оратору Демосфену. Сохранилась в составе «демосфеновского корпуса» под номером LV, была произнесена предположительно в 359/358 году до н. э.

## Содержание
Речь произнёс не названный по имени аттический крестьянин, сын Тисия. Его привлёк к суду сосед Калликл за нанесение ущерба земельному участку. По словам истца, по земле ответчика проходил ров, выполнявший функцию стока для воды с дороги. Этот ров оказался завален, из-за чего во время сильного дождя поток воды хлынул на землю Калликла. Сын Тисия в ответ на иск заявляет, что ров был завален ещё его отцом, что никакого особого ущерба не было и что Калликл, «человек злонамеренный и корыстолюбивый», просто пытается разными способами завладеть его участком.

## Восприятие
Некоторые исследователи сомневаются в принадлежности речи Демосфену. Большинство, однако, считают, что речь подлинна, обосновывая это, в частности, её сходством с речью «Против Спудия о приданом». В любом случае это произведение — ценный источник данных о жизни аттического крестьянства.